# Вороны (Смоленская область)
Вороны — деревня в Рославльском районе Смоленской области России. Входит в состав Волковичского сельского поселения. По состоянию на 2007 год постоянного населения не имеет. 
Расположена в южной части области в 14 км к востоку от Рославля, в 14 км восточнее автодороги А141 Орёл — Витебск, на берегу реки Поляша. В 2,5 км юго-западнее деревни расположена железнодорожная станция Азобичи на линии Рославль — Фаянсовая.

## История
В годы Великой Отечественной войны деревня была оккупирована гитлеровскими войсками в августе 1941 года, освобождена в сентябре 1943 года.